# BioRxiv
bioRxiv (estilizado como bioRχiv) es un repositorio en línea de acceso abierto y sin ánimo de lucro que recopila prepublicaciones de artículos relacionados con las ciencias biológicas que aún no han sido revisados por pares, el más grande de este tipo. Fue fundado en noviembre de 2013 por el laboratorio Cold Spring Harbor, situado en el estado de Nueva York, y ha recibido financiación del propio Cold Spring Harbor, de The Lourie Foundation y de la Iniciativa Chan Zuckerberg.
Durante su primer año recibió más de 800 trabajos, un número que ha crecido hasta los más de 40 000 que albergaba en 2019. En ese año, bioRxiv sirvió de base para la creación de medRxiv, un sitio similar centrado en las ciencias de la salud.